# Signe de Leser-Trélat
Pour les articles homonymes, voir Trélat.

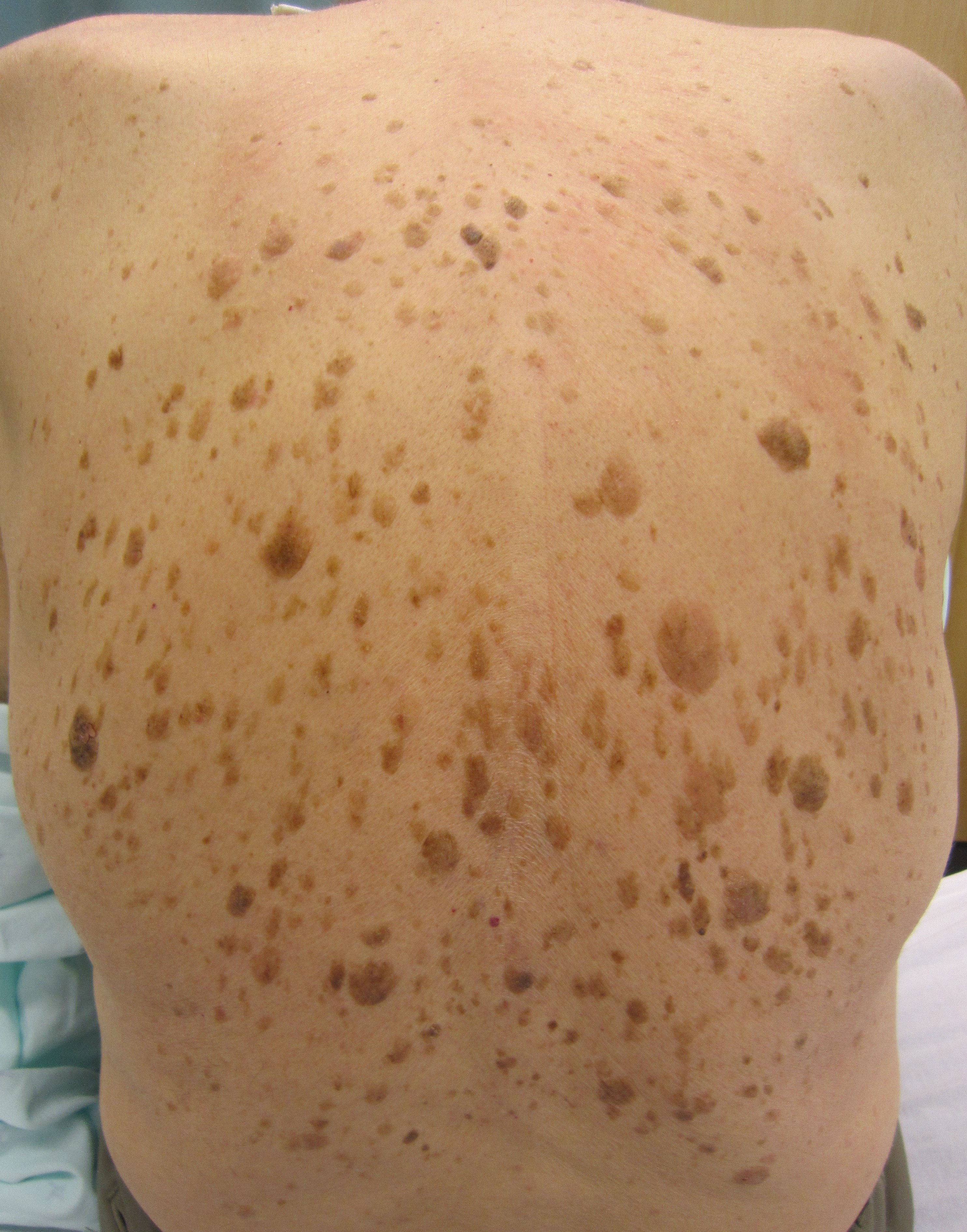
Efflorescence de kératose séborrhéique sur le dos d'un patient.

Le signe de Leser-Trélat consiste en l'apparition efflorescente de nombreuses lésions de kératose séborrhéique, prurigineuses, avec une base inflammatoire dans le cadre d'un syndrome paranéoplasique.
Il est associé dans un tiers des cas avec un acanthosis nigricans.
Il est nommé d'après Edmund Luser et Ulysse Trélat (1828 - 1890).